# Jezioro Dobre (powiat poznański)
Jezioro Dobre – jezioro polodowcowe znajdujące się w granicach administracyjnych Pobiedzisk, na peryferiach miasta, na południowy wschód od Rynku.
Powierzchnia jeziora wynosi 11,5 ha.
Od północnego wschodu przylega do jeziora ulica Półwiejska i niewielki las. Na północ od Jeziora Dobrego rozlewa swe wody nieco mniejsze Jezioro Małe. Południowy brzeg akwenu jest terenem podmokłym.